# Zabaglione

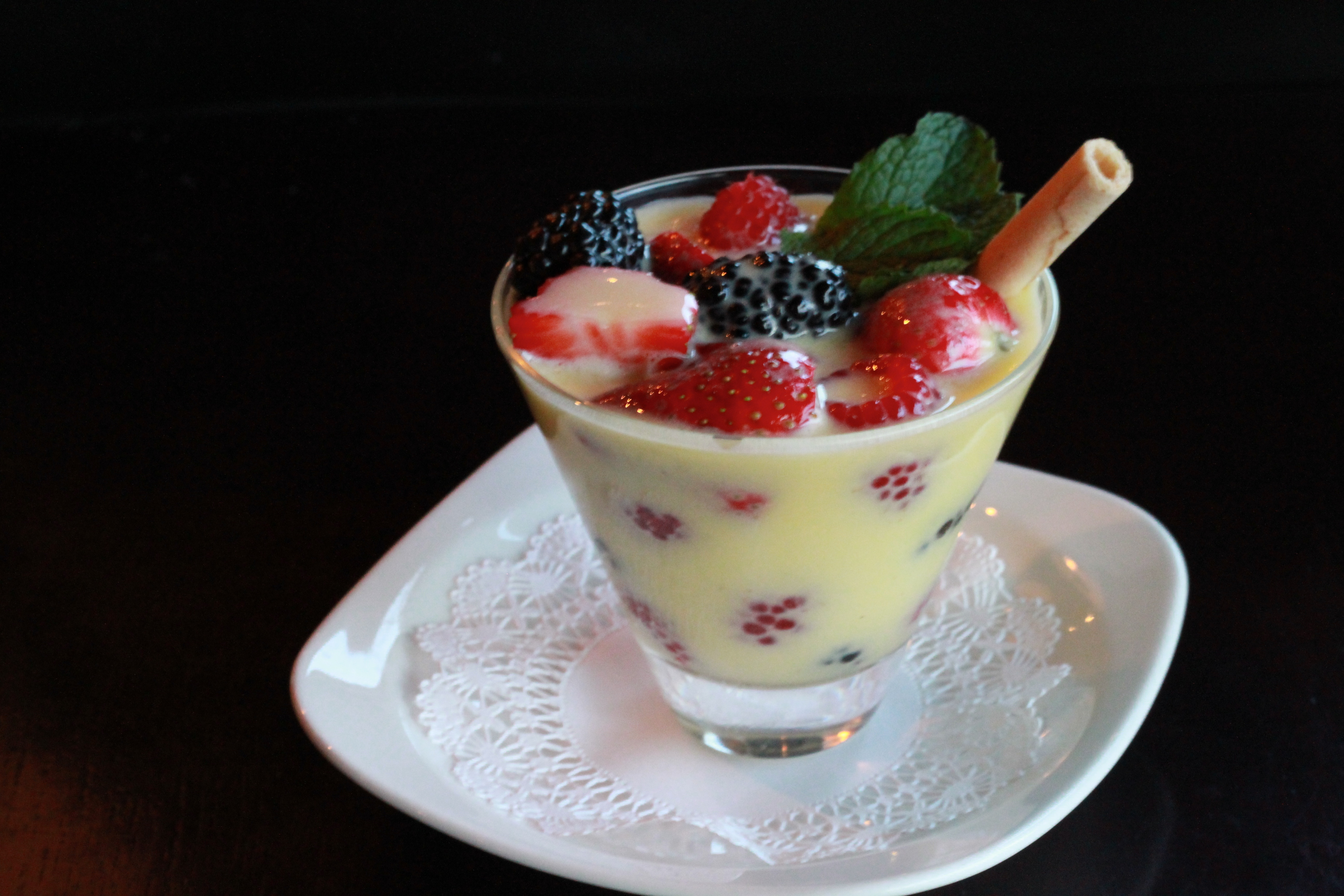
Deser zabaione z garnirowaniem

Zabaglione (zabaione, zabajone) – tradycyjny włoski deser przygotowywany z trzech składników: żółtek jaj, cukru i słodkiego wina, ubijanych i jednocześnie ostrożnie ogrzewanych aż do lekkiego zgęstnienia. W zależności od proporcji składników ma konsystencję gęstszą lub rzadszą. W wersji rzadkiej jest stosowany jako sos do polewania owoców lub kawałków ciasta np. pandoro czy panettone. W szklanych pucharkach może być podawany zarówno na ciepło, jak i na zimno; bez dodatków lub udekorowany np. owocami czy ciasteczkami (biszkoptami).

## Przygotowanie
Oryginalny włoski sposób odmierzania potrzebnej ilości cukru i słodkiego wina do przygotowania deseru polega na wykorzystaniu połówki ze skorupki jaja, pozostałej po ich rozbiciu. Na każde jedno żółtko przypada połowa skorupki wypełniona cukrem i połowa skorupki wypełniona słodkim winem. Żółtka i cukier należy ubić trzepaczką lub mikserem, a następnie porcjami dodawać wino, cały czas intensywnie ubijając i ogrzewając aż do zgęstnienia przy użyciu bain-marie lub bezpośrednio nad palnikiem w garnku o grubym dnie. Surowe żółtka należy ogrzewać bardzo ostrożnie, nieustannie ubijając, aby się nie ścięły. Gotowy deser powinien mieć bardzo lekką strukturę, dzięki pęcherzykom powietrza wprowadzonym do masy podczas intensywnego i długiego ubijania.
Deser zabaglione jest znany na terenie całych Włoch, lecz rodzaj słodkiego wina używanego do sporządzania deseru zależy od regionu. Vin santo jest stosowane w Toskanii, marsala na Sycylii, w Kalabrii i Kampanii, a moscato d’Asti w Piemoncie.
W uwspółcześnionym przepisie pochodzącym z drugiej połowy XV wieku (z książki kucharskiej Cuoco Napoletano), przygotowując deser dla 4 osób, należało użyć 4 żółtek, 25 do 40 gramów cukru, jedną lub półtorej łyżeczki cynamonu oraz 125 do 150 mililitrów vin santo lub innego słodkiego wina włoskiego, ewentualnie wina marsala, a gotowy deser należało podać z kosteczką masła na wierzchu.

## Historia

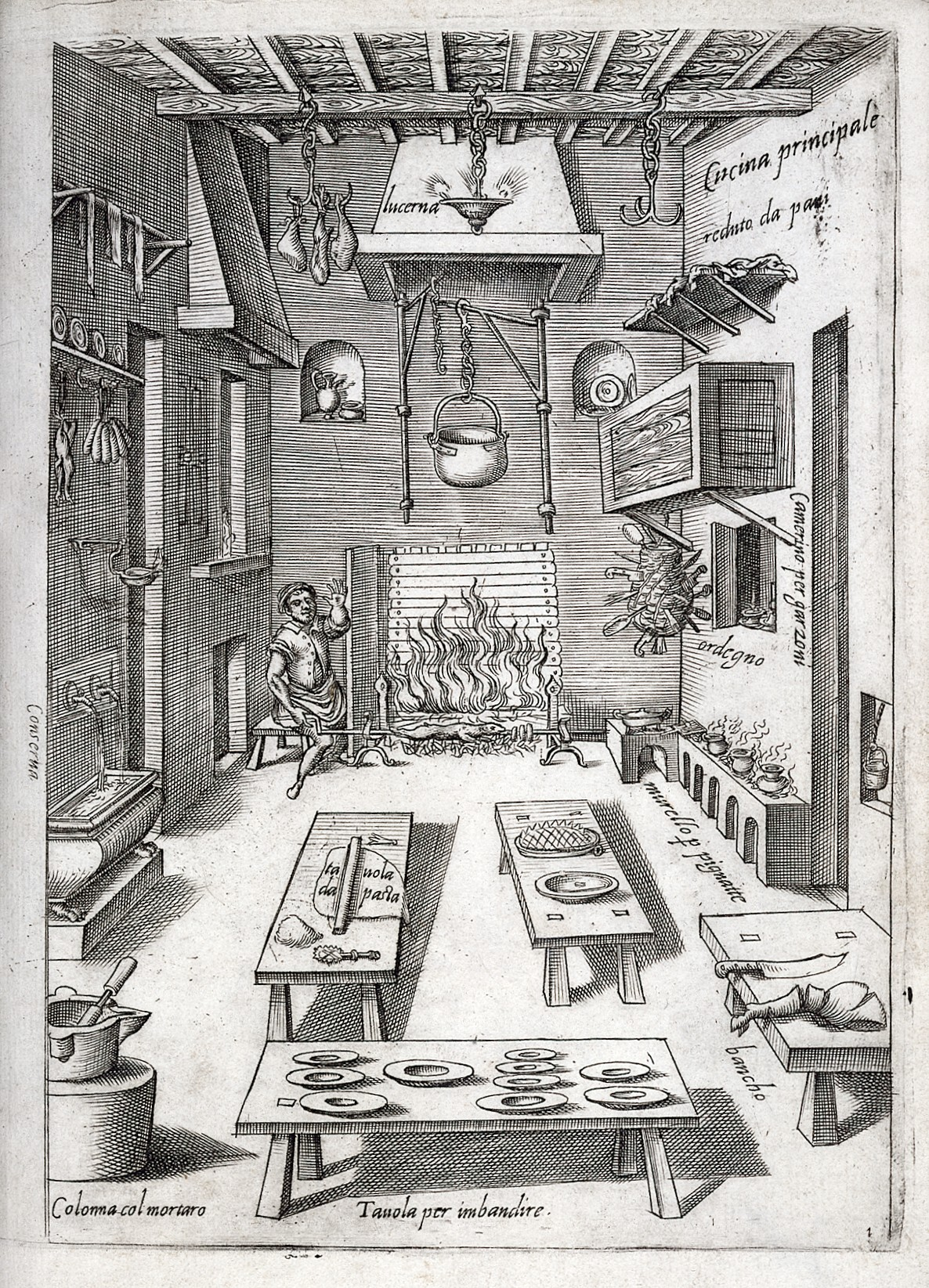
W XVI-wiecznej kuchni – grawiura z Opera dell’arte del cucinare (1570)

Nazwa ma pochodzenie onomatopeiczne, była w użyciu północnych Włoszech. Pierwotnie oznaczała po prostu mieszankę, mieszaninę.
Prawdopodobnie najstarszy przepis na przyrządzenie deseru pochodzi z jedynego egzemplarza rękopiśmiennej książki kucharskiej anonimowego autora, znanej jako Cuoco Napoletano, datowanej na drugą połowę XV wieku (obecnie przechowywana w bibliotece Pierpont Morgan Library w Nowym Jorku; przepis na zabaione umieszczono na końcu oryginału, opublikowanego w przekładzie angielskim w 2000 r.). 
W XVI wieku deser o bardziej płynnej konsystencji był również podawany jako napój, m.in. chorym i kobietom w ciąży.
Recepturę i sposób przyrządzenia deseru przy użyciu ówczesnego podgrzewacza (bemaru) podał około 100 lat później w 1570 roku Bartolomeo Scappi (osobisty kucharz papieża Piusa V i jego następcy Piusa VI) w książce kucharskiej Opera dell’arte del cucinare. Bartolomeo Scappi zamieścił także m.in. przepis na bardzo pożywną wersję zabaglione z bulionem z kurczaka, mleczkiem migdałowym i wodą różaną, oprócz żółtek, wina, cukru i cynamonu. Do sporządzenia deseru zasugerował małmazję lub trebbiano z Pistoii lub inne słodkie białe wino.
Na początku XIX wieku deser przeniknął też do kuchni francuskiej pod nazwą sabayon.